# Museo Wallraf-Richartz

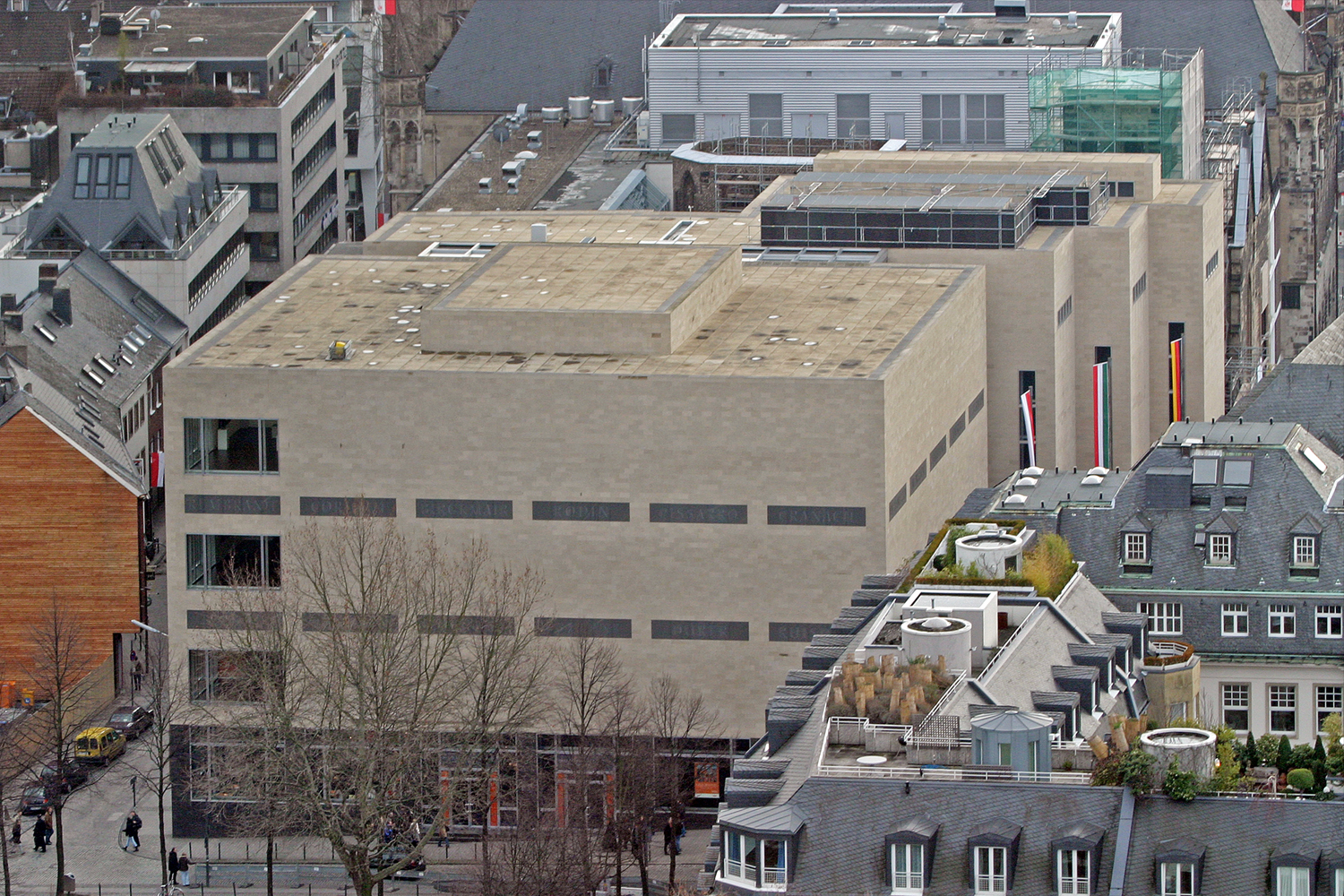
Museo Wallraf-Richartz, obra del arquitecto Oswald Mathias Ungers.

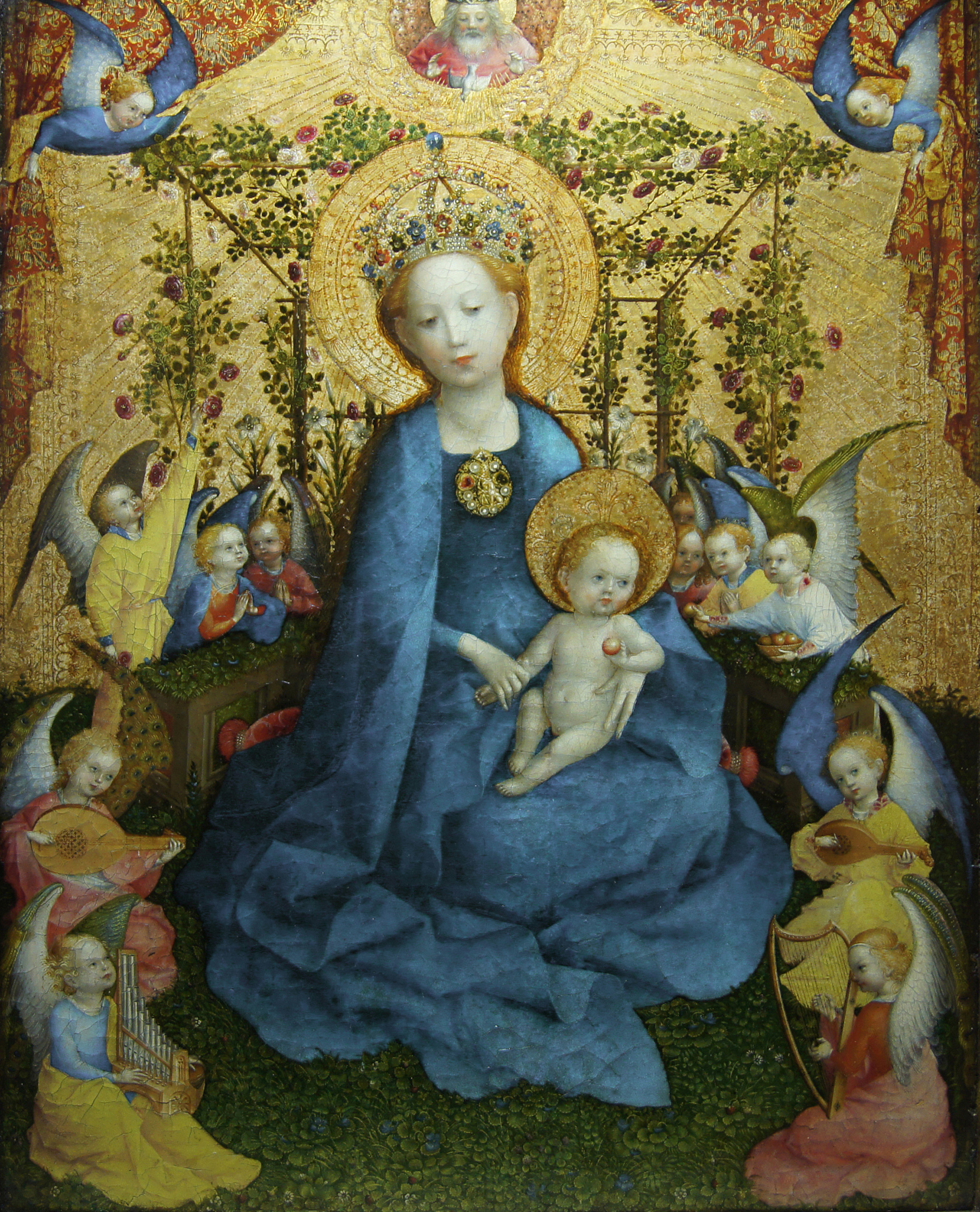
Virgen del rosal, de Stefan Lochner, 1448.

El Museo Wallraf-Richartz (Wallraf-Richartz Museum) es uno de los tres principales museos de Colonia, Alemania.
Es una pinacoteca con una colección de bellas artes desde la época medieval hasta comienzos del siglo XX. 
Parte de su colección se utilizó para crear el Museo Ludwig en 1976.

## Colección
Dentro de la colección de pintura gótica se encuentra la Virgen del rosal, obra de Stefan Lochner.
De la colección del primer Renacimiento destacan: una de las dos tablas del Retablo Jabach de Durero (la otra está en Frankfurt), una Adoración del Niño considerada original de El Bosco y el retablo para la iglesia de San Martín el Grande de Colonia, obra de Jacob van Utrecht y que data de 1515.
La pintura barroca cuenta con varios ejemplos importantes, como el gran óleo de Rubens Juno colocando los ojos de Argos en la cola del pavo real, un famoso Autorretrato de Rembrandt en su vejez y ejemplos de Frans Hals, Jacob Jordaens, Antoon van Dyck, Gerard de Lairesse, François Boucher (una versión del famoso desnudo Marie-Louise O'Murphy)...

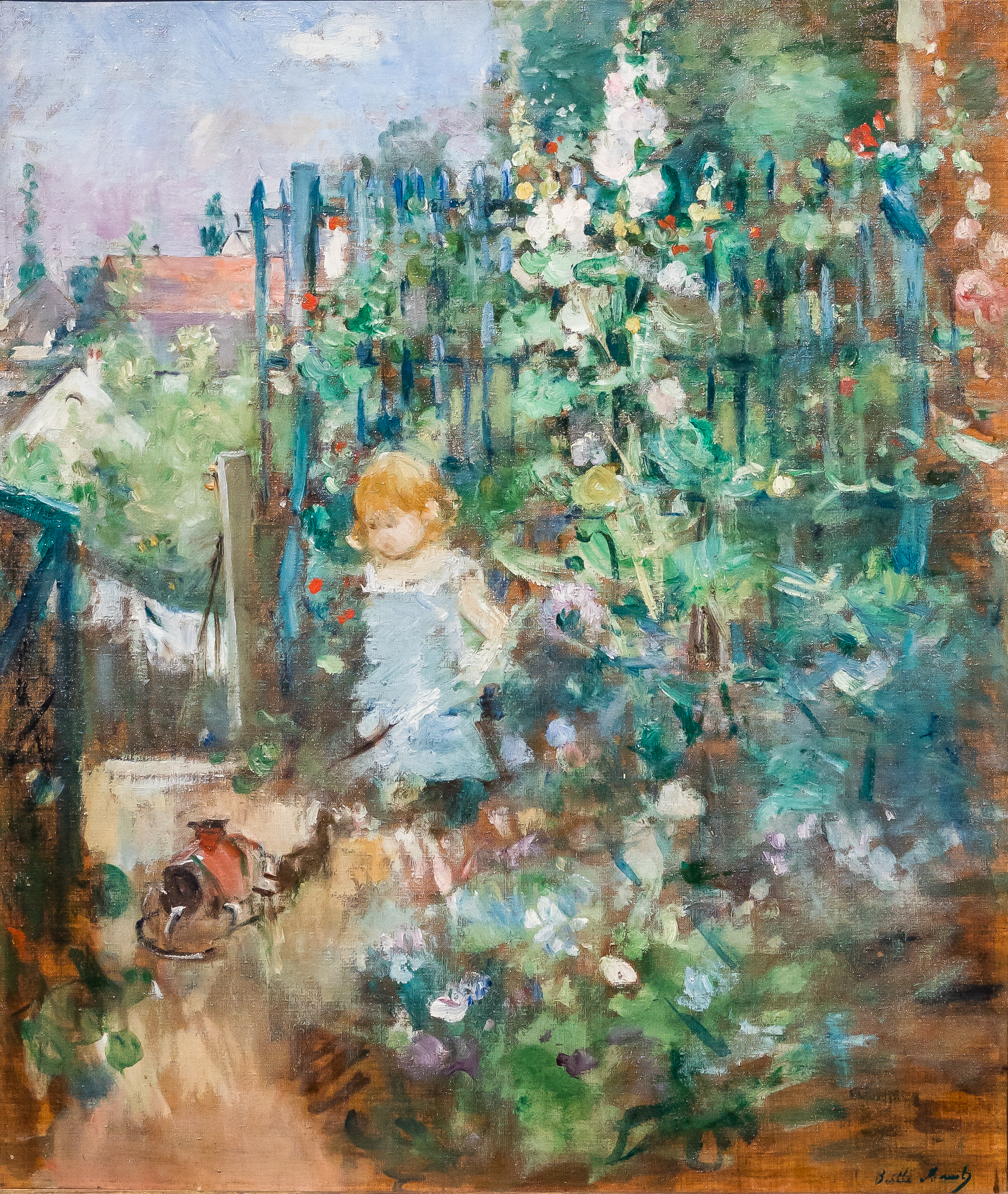
Niño entre rosas, de Berthe Morisot, 1881

Del siglo XIX destaca su colección del impresionismo; entre ellas, un paisaje de Vincent van Gogh, un bodegón de Manet y la obra de la pintora Berthe Morisot, que fue pintada en 1881 y que se titula Niño entre rosas. 
Del siglo XX debe mencionarse la retrospectiva de arte pop estadounidense, con obras de James Rosenquist. El Museo Wallraf-Richartz participó en la primera retrospectiva de su primera carrera en 1972 junto al Whitney Museum of American Art, en Nueva York.